# Podarcis lilfordi codrellensis
Podarcis lilfordi codrellensis és una subespècie de la sargantana gimnèsia que habita l'illot de Binicodrell, davant la costa sud de Menorca. És de mida petita, amb el cap relativament estret, i potes molt llargues. Elevat nombre d'escates ventrals. Part posterior fosca brunenca.
És una subespècie sense dubtes corològics o taxonòmics pendents. Està protegida pel Reial decret 439/1990, per la Directiva Hàbitat i pel Conveni de Berna. El seu hàbitat no pateix amenaces, però és molt petit.